# ライルフィヨール
ライルフィヨール（ノルウェー語: Leirfjord）は、ノルウェーのヌールラン県にある基礎自治体（以下、本稿では便宜上「市」と表記する）。ヘルゲラン地域に属する。行政の中心地はレラン村。
アルスタハウグのサンネシェーン町とのあいだにヘルゲラン橋が架かっている。

## 基礎情報

### 地名
同名のフィヨルドにちなみ名付けられたが、このフィヨルドは、古くは流入するレイラ川にちなみLeiriと表記された。レイラ川は粘土という意味のleirrから来ている。

### 紋章
紋章はアルスタハウグのサンネシェーン出身のヤルレ・E・ヘンリクセンがデザインしたもので、1992年に制定された。金地に交差した緑の枝は農林業を表す。